# Rubus histrionicus
Rubus histrionicus är en rosväxtart som beskrevs av Plieninger. Rubus histrionicus ingår i släktet rubusar, och familjen rosväxter. Inga underarter finns listade i Catalogue of Life.